# Parc de Fredhäll
La parc de Fredhäll (en suédois : Fredhällsparken) est un parc public du quartier de Fredhäll à Stockholm en Suède.

## Description
Fredhällsparken est un parc situé à l'ouest de Kungsholmen, au centre de Stockholm.
La partie principale du parc se trouve au nord de Fredhäll, dans l'alignement d'Adlerbethsgatan, et en contrebas de Drottningholmsvägen.
La falaise au sud en direction d'Essingesundet fait également partie du parc, ainsi que les espaces verts entre les maisons du quartier de Träslottet.
Depuis Fredhällsparken, un sentier va vers l'est sous Essingeleden en direction de Rålambshovsparken.
Le parc fait partie de la ceinture verte qui s'étend de Norr Mälarstrand à l'est, en passant par Rålambshovsparken, Konradsbergsparken et jusqu'à Tranebergssund à l'ouest.
Le parc se compose de zones herbeuses ouvertes et luxuriantes avec de grands arbres à feuilles caduques, dont plusieurs chênes précieux.
Fredhällsparken est bien adapté aux jeux de ballon, aux bains de soleil et aux pique-niques. Dans le parc se trouve une grande pataugeoire, où un ruisseau coule du parc jusqu'à Tranebergssund.
Dans le parc, il y a deux terrains de jeux et un court de tennis plus petit qui est transformé en patinoire lorsque le temps hivernal le permet. Au bord de l'eau, il y a des bancs avec vue sur la marina.
Les travaux de construction du parc ont commencé au début des années 1930 et ont duré plus de 30 ans.

## Galerie

Nord du parc Fredhällsparkens.
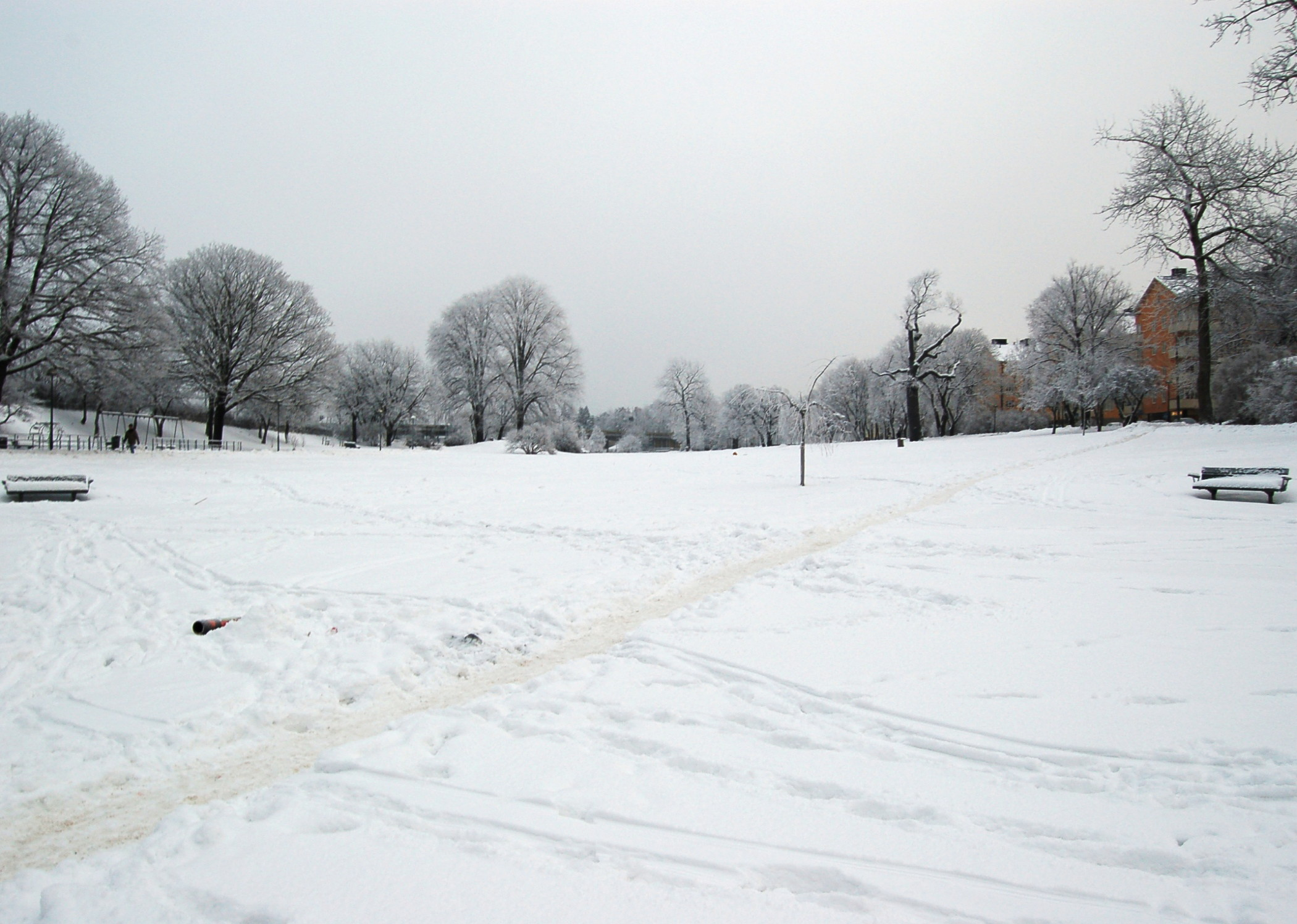
Fredhällsparken en hiver.
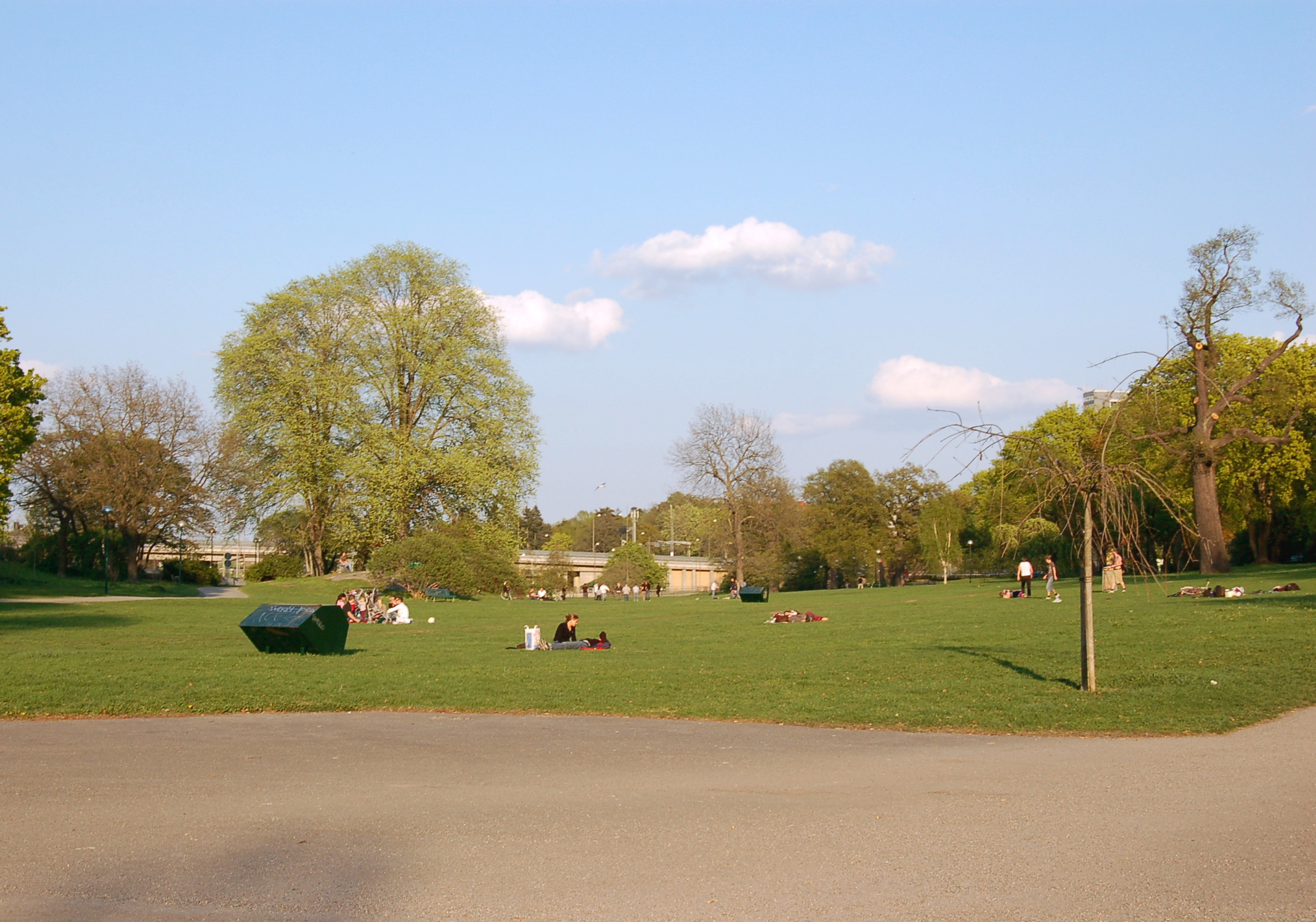
Fredhällsparken vue vers l'ouest.
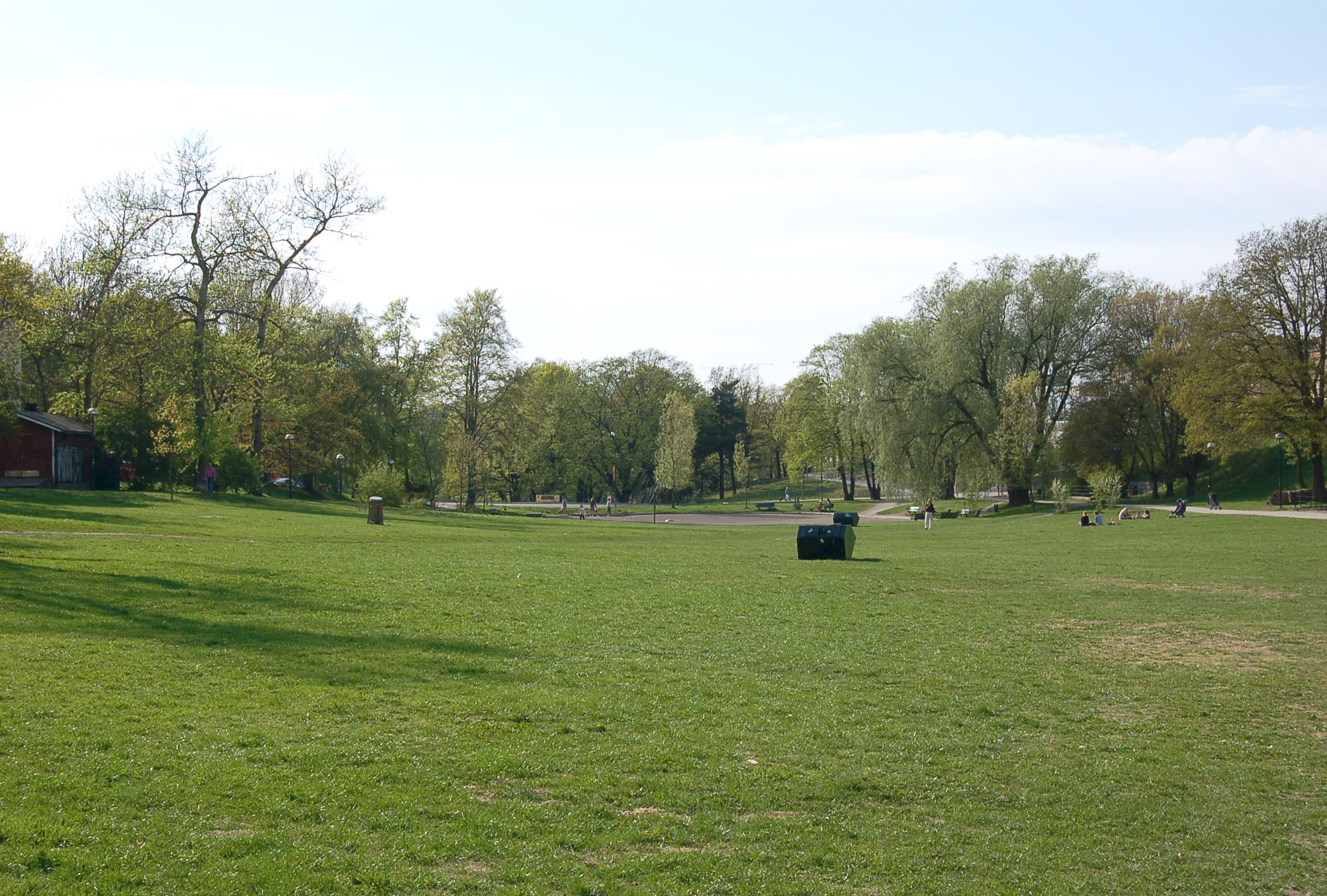
Fredhällsparken vue vers l'est.
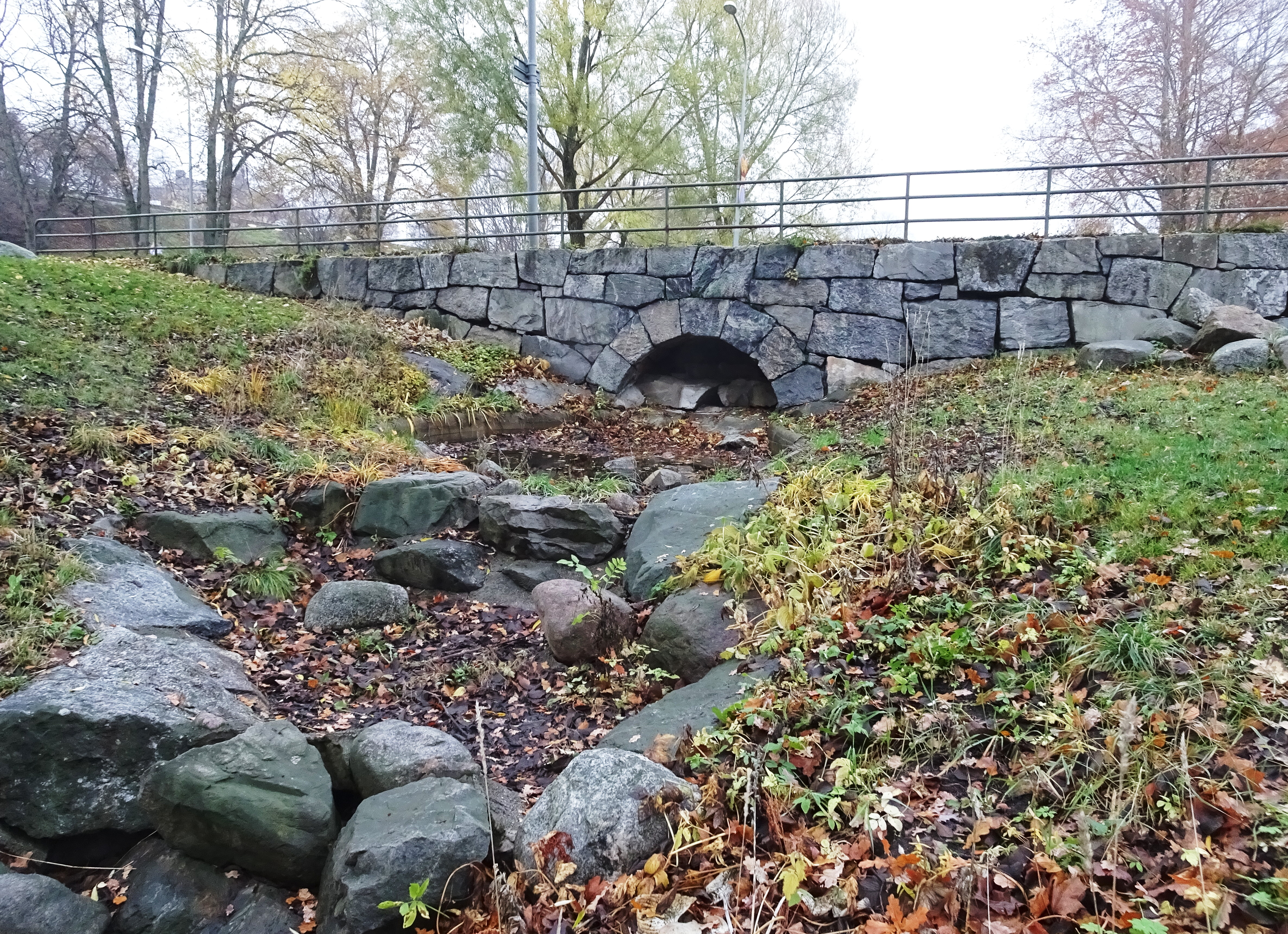
Le ravin du ruisseau et le pont voûté en pierre .
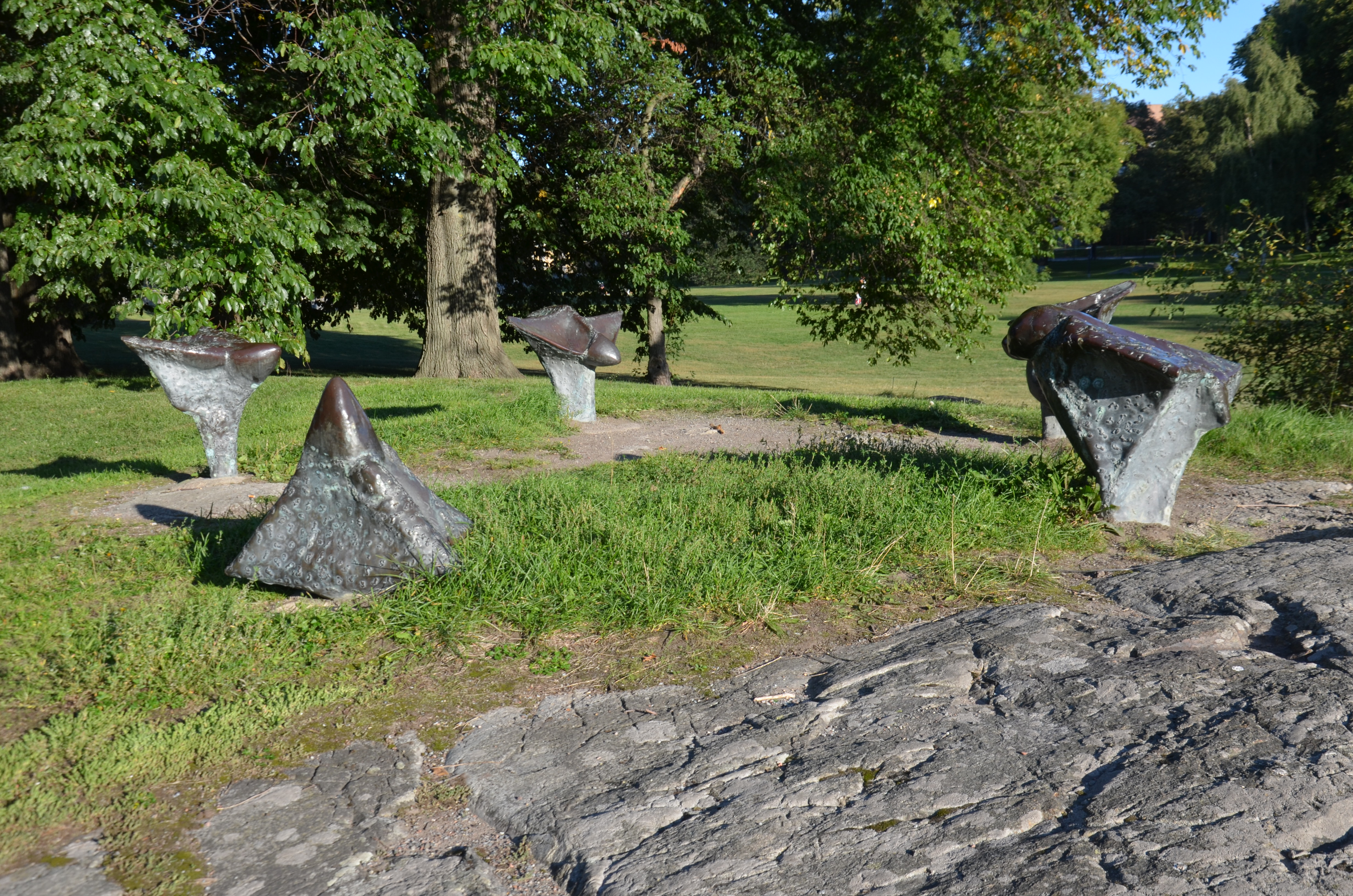
Insektsfåglar de Ulf Sucksdorff.

Sud du parc Fredhällsparkens.
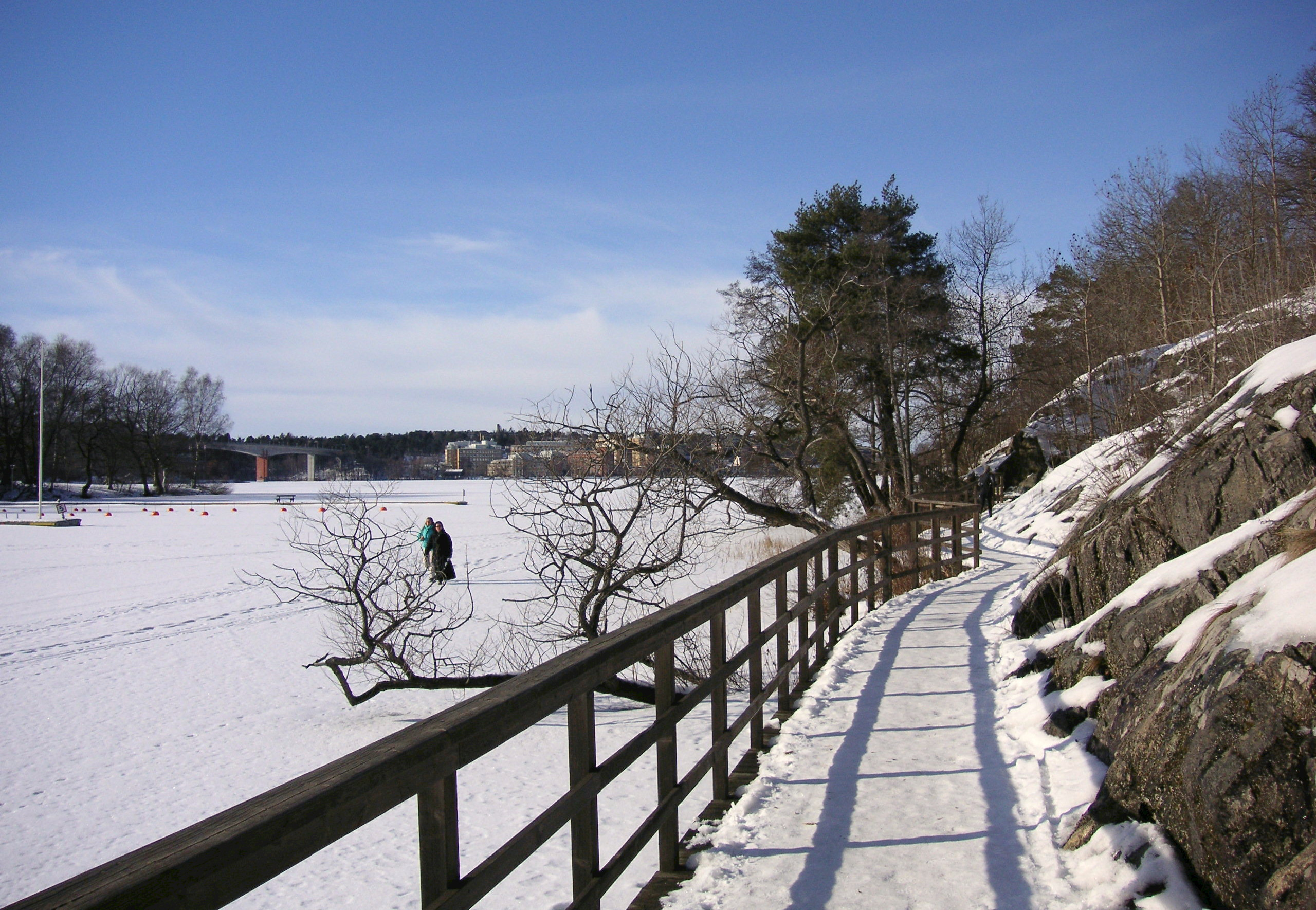
Hiver.
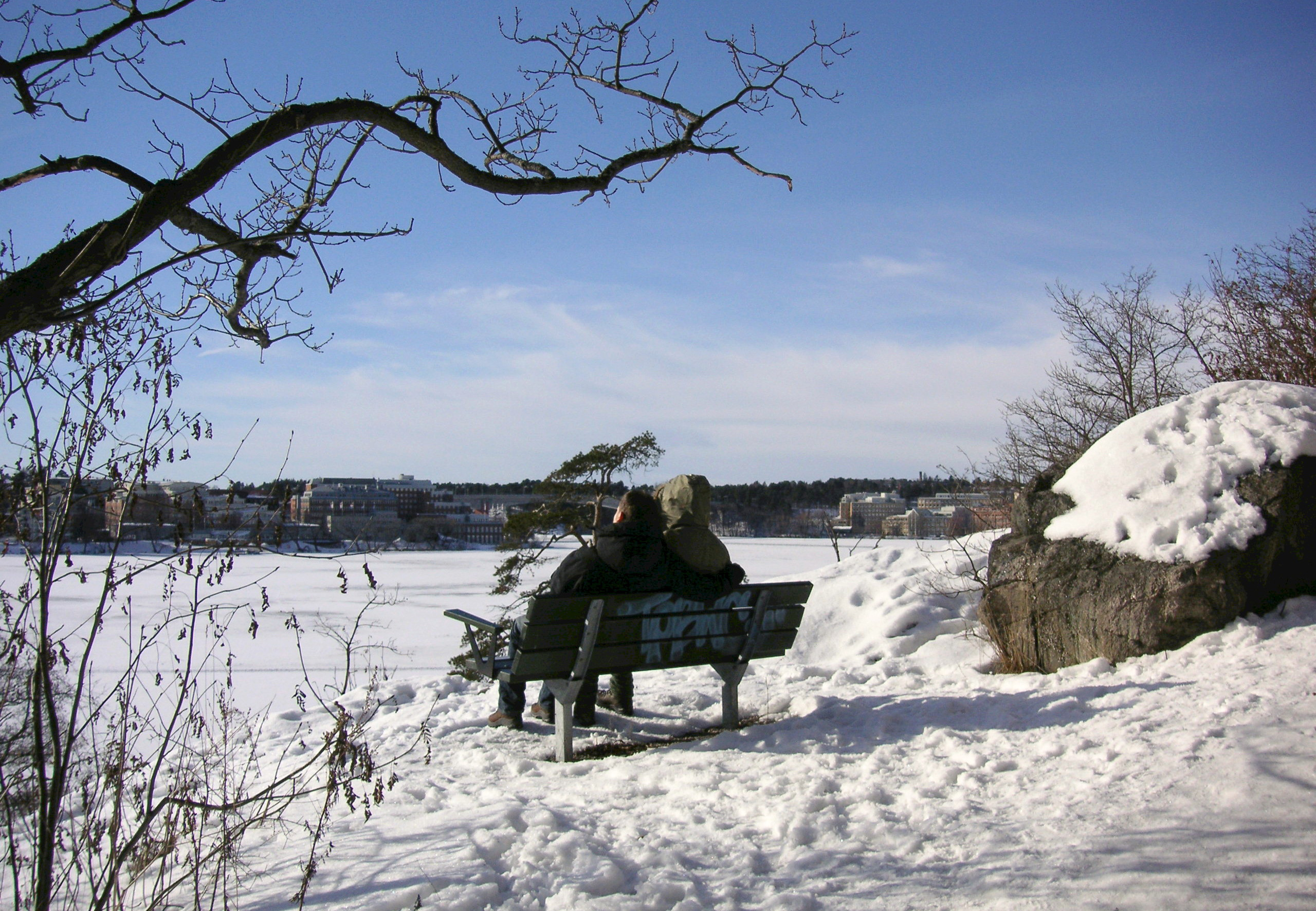
Hiver.
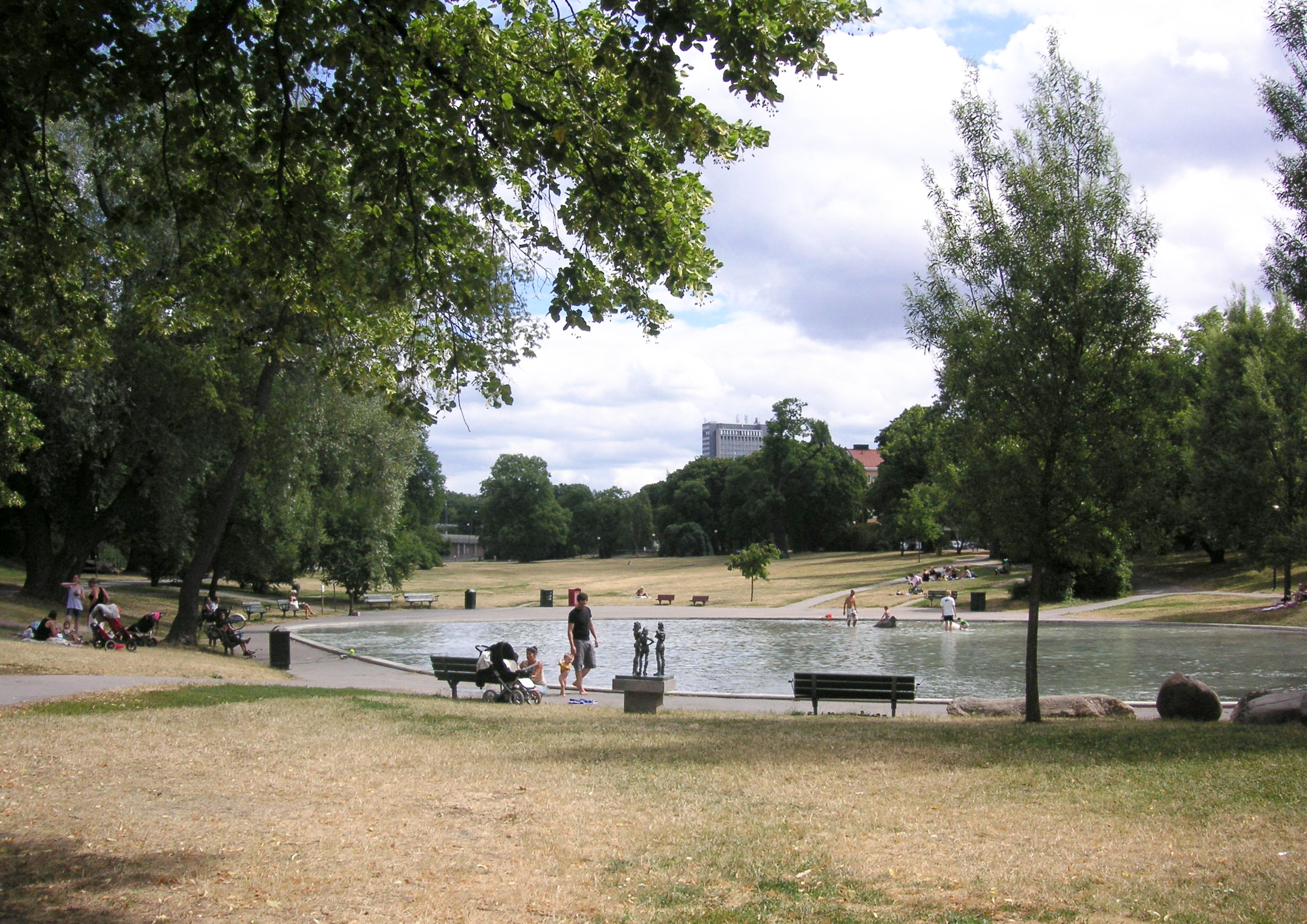
Fredhällsparken avmajsa pataugeoire.
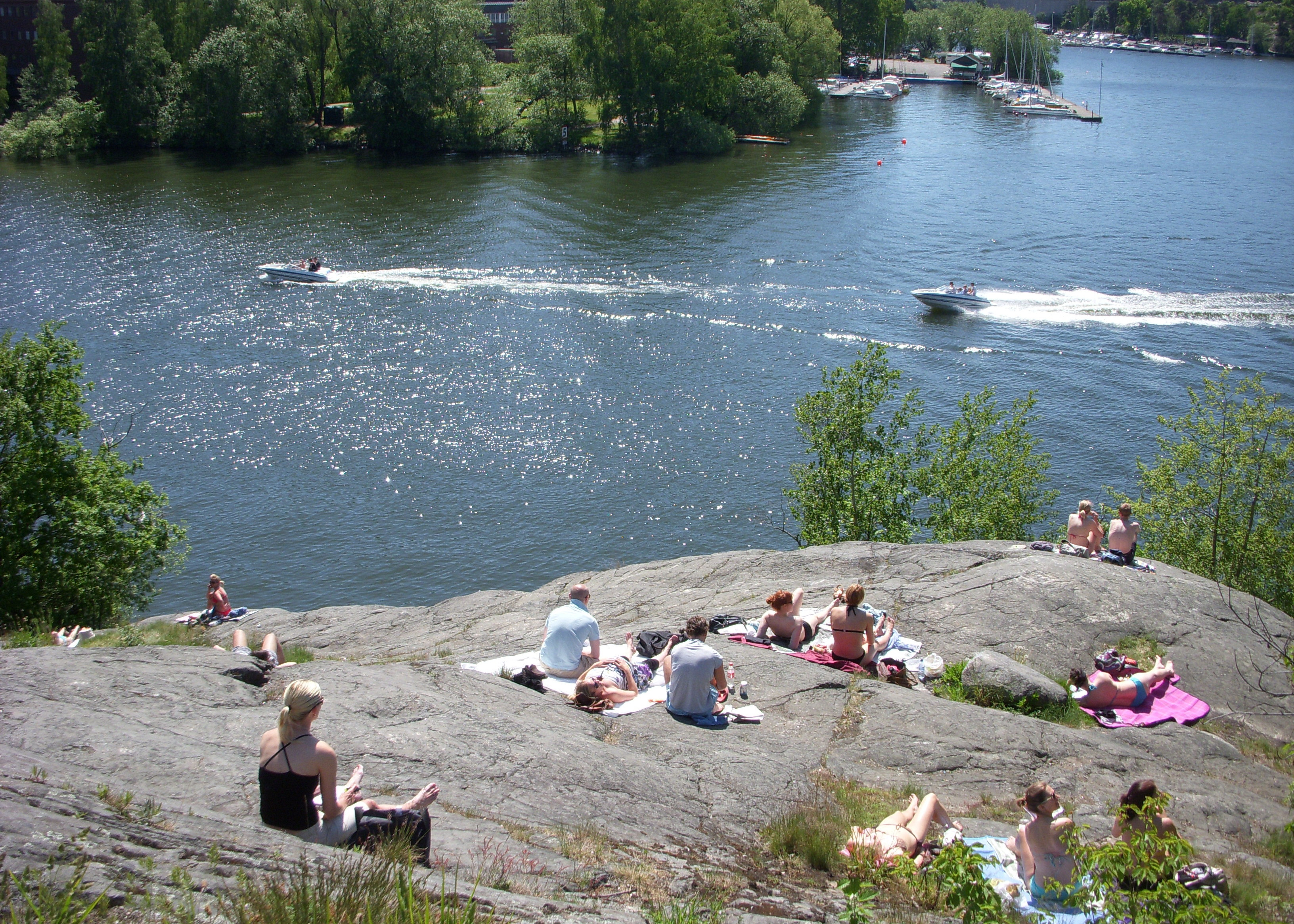
Été.
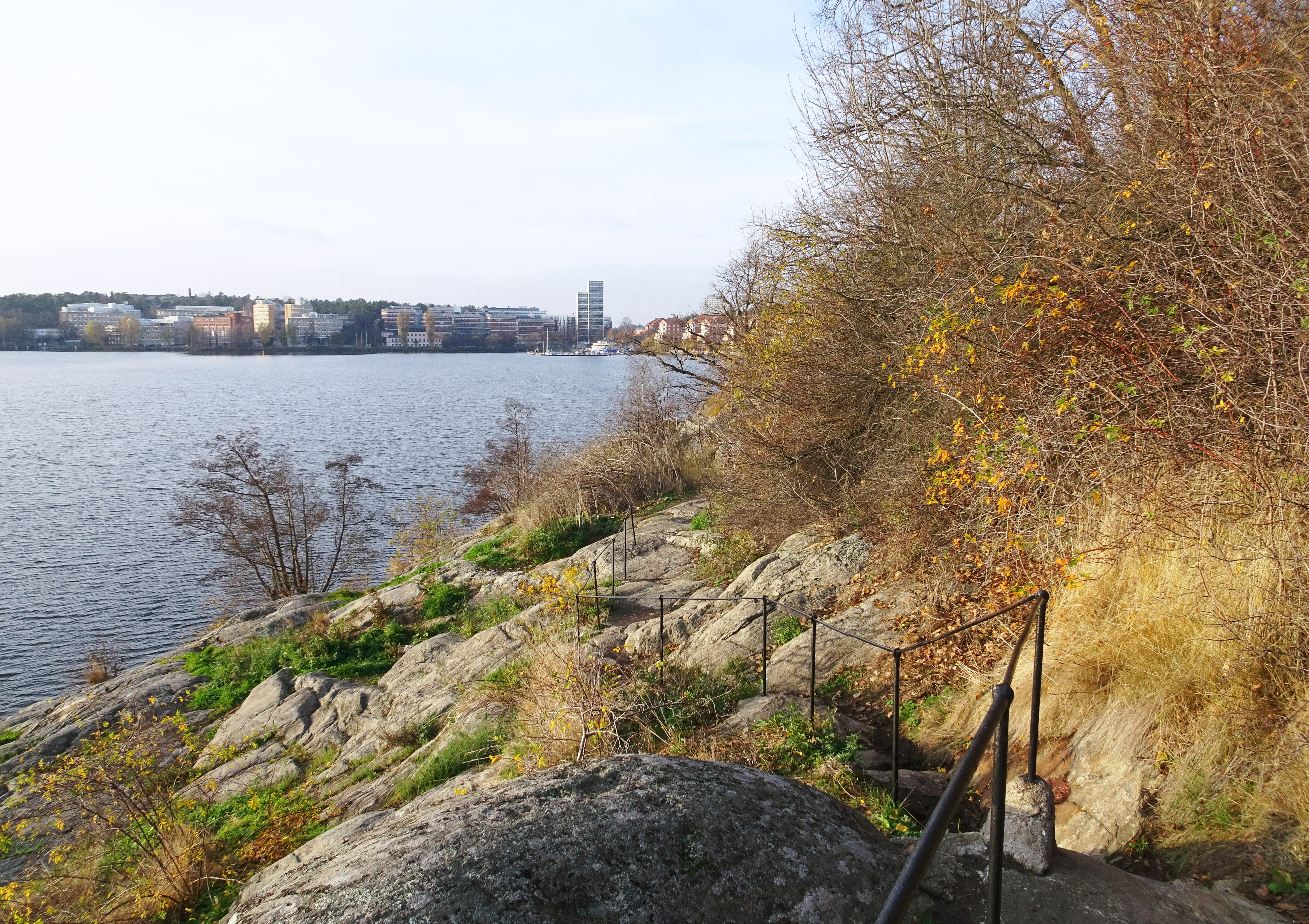
Automne.